# Huperzia delavayi
Huperzia delavayi là một loài thực vật có mạch trong Họ Thạch tùng. Loài này được (H. Christ ex Herter) Ching mô tả khoa học đầu tiên năm 1981.